# Loups=Garous
Pour les articles homonymes, voir Loup-garou (homonymie).
Loups=Garous (ルー=ガルー, Rū=Garū) est un film d'animation japonais de science-fiction sorti le 28 août 2010. Il a été réalisé par Jun'ichi Fujisaku et produit par Production I.G et TransArts,.
Il s'agit de l'adaptation d'une série de romans de Natsuhiko Kyōgoku, Loups-Garous (ルー=ガル).

## Synopsis
L'histoire se déroule dans le futur. Un virus mortel qui s'est propagé à travers le monde, a considérablement réduit la population mondiale. Depuis, la population ne mange que de la nourriture synthétique fabriquée à partir de graines de tournesol et doit éviter toutes sortes de contacts physiques (le « real contact »). Seuls les centres communautaires existent et les gens ne peuvent communiquer qu'en ligne. Cependant, quatre jeunes filles enfreignent la loi pour exercer le « real contact »...

## Personnages
Hazuki Makino (牧野葉月, Makino Hazuki)
Voix japonaise : Kanae Oki
Ayumi Kono (神埜 歩未, Kōno Ayumi)
Voix japonaise : Hiromi Igarashi
Mio Tsuzuki (都築 美緒, Tsuzuki Mio)
Voix japonaise : Marina Inoue
Myao Rei (麗猫, Rei Myao)
Voix japonaise : Miyuki Sawashiro
Yuko Yabe (矢部 祐子, Yabe Yūko)
Voix japonaise : Kana Uetake
Ryu Kawabata (川端 リュウ, Kawabata Ryū)
Voix japonaise : Manabu Sakamaki
Yuji Nakamura (中村 雄二, Nakamura Yūji)
Voix japonaise : Kiyoshi Katsunuma
Shizue Fuwa (不破 静枝, Fuwa Shizue)
Voix japonaise : Eriko Hirata
Touji Kunugi (橡 兜次, Kunugi Tōji)
Voix japonaise : Kunihiro Kawamoto
Riichiro Ishida (石田 理一郎, Ishida Riichirō)
Voix japonaise : Yutaka Aoyama

## Musique
La musique d'ouverture ainsi que celle du générique de fin, sont des compositions du groupe de rock japonais Scandal. Les chansons interprétées sont Koshitantan et Midnight Television pour le thème d'ouverture, et Sayonara My Friend pour le thème de fin,.